# Zapiski z 1001 nocy
Zapiski z 1001 nocy – szósty solowy album polskiego rapera o pseudonimie Eldo. Ukazał się 29 czerwca 2010 roku nakładem wytwórni My Music.
Płytę promowały teledyski do utworów „Pożycz mi płuca” oraz „Jam”. Za muzykę w całości odpowiadał duet The Returners. Album dotarł do 1. miejsca listy OLiS i uzyskał status złotej płyty.
W lipcu 2010 roku album został nominowany do nagrody Superjedynki w kategorii „Płyta hip hop”. W 2011 roku album uzyskał nominację do nagrody polskiego przemysłu fonograficznego Fryderyka w kategorii „najlepszy album hip-hop/R&B/reggae”.  

## Lista utworów
Opracowano na podstawie źródła.
| #  | Tytuł                                  | Sample | Czas |
| -- | -------------------------------------- | --- | ---- |
| 1  | „Jam”                                  | The Enticers – „Thief”                                                                                               | 3:20 |
| 2  | „Dlaczego siedzisz do północy”         | Irena Santor – „Zaufałam Ci”                                                                                         | 2:36 |
| 3  | „Moje...”                              | Bergendy – „Valamikor Látlak-e Még”                                                                                  | 3:01 |
| 4  | „Warszawska jesień”                    | Jerzy Połomski – „Iść za marzeniem” Orkiestra Polskiego Radia w Łodzi / Henryk Debich – „Bądź wieczorem w dyskotece” | 2:41 |
| 5  | „Życie”                                | | 2:29 |
| 6  | „Miejski folklor”                      | | 3:13 |
| 7  | „Puszczam z dymem”                     | Release Music Orchestra – „Atlantis”                                                                                 | 3:38 |
| 8  | „Tańczę z nią”                         | Gwen McCrae – „Mr. Everything”                                                                                       | 3:18 |
| 9  | „Podaj pilota”                         | Szécsi Pá – „Himnusz a Nyárhoz”                                                                                      | 3:07 |
| 10 | „Nigdy, zawsze, na pewno”              | Jerry Butler – „Whatever's Fair”                                                                                     | 3:16 |
| 11 | „Kieliszki”                            | The Main Ingredient – „Let Me Prove My Love to You” Pietz – „Wódeczka”                                               | 3:40 |
| 12 | „Powinnaś?”                            | Trubadurzy – „Krajobrazy zimy” The Mohawks – „The Champ”                                                             | 2:46 |
| 13 | „Ja”                                   | | 2:32 |
| 14 | „Pożycz mi płuca” (gośc. Daniel Drumz) | | 3:17 |
| 15 | „Pamiętniku”                           | Bergendy – „Altatódal”                                                                                               | 7:09 |
| 16 | „Nikt nie zrobi tego za mnie”          | Jerzy Połomski – „Żyję ot byle jak”                                                                                  | 2:39 |
| 17 | „Relacje”                              | | 3:07 |
| 18 | „Na maksa”                             | Lalo Schifrin – „Red Light Disctrict”                                                                                | 3:26 |